# Буяджи, Анна Владимировна
Анна Владимировна Буяджи  (укр. Ганна Володимирівна Буяджи; род. 15 октября 1984 года, Киев) — украинский политик, государственный деятель. Государственный секретарь Министерства Юстиций Украины (2016-2020), Министр Кабинета Министров Украины (2014-2016), доктор юридических наук, заслуженный юрист Украины , писательница, автор книг для детей.

## Образование и научная степень
В 2007 году с отличием окончила Киевский национальный университет имени Тараса Шевченко, специальность «Правоведение», получила квалификацию магистр права.
В 2011 защитила диссертацию на тему «Доверительные правоотношения с иностранным элементом» и получила ученую степень кандидата юридических наук.
В 2017 году с отличием окончила Национальную академию государственного управления при Президенте Украины по специальности «Управление общественным развитием», получила квалификацию магистра государственного управления.
В октябре 2018 года защитила диссертацию на тему «Доверительная собственность и трастообразные конструкции: имплементация международных стандартов в гражданское право Украины»  и получила ученую степень доктора юридических наук.

## Карьера
С мая 2004 по март 2014 года работала юрисконсультом в Киевском филиале ООО Юридическая фирма «А-Лекс», департаменте межрегиональных бизнесов и правового обеспечения Представительства «Приватбанка» в г. Киеве, юристом в ЗАО «Столичная юридическая группа», начальником отдела корпоративного управления ООО компания «МЛГруп», ведущим юрисконсультом претензионно-искового отдела Департамента юридического обеспечения ПАО «Укрнафта».
С марта по май 2014 – заместитель Министра юстиции Украины – руководитель аппарата.
С мая по 2 декабря 2014 года – председатель Государственной регистрационной службы Украины.
Со 2 декабря 2014 по апрель 2016 - Министр Кабинета Министров Украины. В этой должности была ответственной за реформу государственного управления, в частности, была одним из разработчиков и идеологов Закона Украины «О государственной службе», принятого Верховной Радой Украины 10.12.2015. Инициировала расширение Музея истории правительств Украины и создание документального фильма о формировании системы исполнительной власти на Украине, начиная с 1917 года.
С 28 декабря 2016 года по 11 марта 2020 - Государственный секретарь Министерства юстиции Украины.
С апреля 2020 года – управляющий партнер Юридической компании «ВигоЛекс» и соучредитель Адвокатского объединения «ВигоЛекс».
Специализируется на вопросах гражданского, корпоративного и международного частного права, правового обеспечения азартных игр и сопровождения трастов.

## Научная деятельность
Автор ряда статей по гражданскому и международному частному праву, а также монографий «Доверительные правоотношения с иностранным элементом» (2012) и «Траст: история, настоящее, перспективы» (2018); соавтор книги "Банковские гарантии" (2014). Основной темой научной деятельности являются проблемные вопросы доверительных отношений и траста. Является экспертом по гэмблингу, написала ряд статей по этой теме.
С 2019 - член рабочей группы по рекодификации (обновления) гражданского законодательства Украины, работающей над подготовкой изменений к Гражданскому кодексу Украины. Ответственная за раздел, касающийся введения траста или его аналога в гражданское законодательство Украины.

## Преподавательская деятельность
С 2016 года по совместительству занимает должность доцента кафедры гражданского права юридического факультета Киевского национального университета имени Тараса Шевченко.

## Литературная деятельность
Детская писательница, в 25 лет начала заниматься творческой деятельностью, автор стихотворных книг для детей «Маленький Мук» (2016) , «Новогодние приключения Морозенка» (2017), «Микитась Боровичок» (2017) и «Тайный орден Большого Ската» (2020) .
Вместе с Украинским радио создала аудио-книги на собственные сказки: Маленький Мук и Новогодние приключения Морозенка, в частности, озвучивала текст от имени автора.

## Семейное положение
Замужем, воспитывает двух дочерей и сына. Муж - Буяджи Сергей Анатольевич.

### Детские книги
- Анна Буяджи, Новогодние приключения Морозенка, Киев, Саммит-Книга, 2017. 80 стор. ISBN 978-617-7350-21-6
- Анна Буяджи, Микитась Боровичок, Киев, Саммит-Книга, 2017. 96 стор. ISBN 978-617-7560-37-0
- Анна Буяджи, Маленький Мук, Киев, Саммит-Книга, 2016. 52 стор. ISBN 978-617-7350-57-5
- Анна Буяджи, Тайный орден Большого Ската, Киев, Ранок, 2020. 96 стор. ISBN 9786-1709-64-08-3